# Vladimir Vuković
Vladimir Vuković (Zagreb, 26. kolovoza 1898. – Zagreb, 18. studenoga 1975.) je hrvatski šahist, šahovski teoretičar, sudac, novinar i šahovski pisac iz židovske obitelji.

## Šahovska karijera
Šah je naučio od djeda tek u 15. godini života, ali je brzo napredovao. Pobjedom na tzv. "amaterskom prvenstvu države" u Zagrebu 1920. učinio je bitan prvi korak u karijeri, da bi za studija u Beču njegovom brzom napretku svjedočili uspješni nastupi u Celju te na dva bečka turnira 1921., od kojih je na jednom pobijedio, a na drugom dijelio 4. mjesto. No pravi veliki iskorak čini Vuković na velikom turniru u Beču 1922., jednom od najjačih turnira razdoblja, na kojem se izvrsno drži protiv istaknutih profesionalaca onog vremena i tuče Tarrascha, Gruenfelda, Samischa, Kmocha i Koeniga, a remizira protiv Maroczyja i Aljehina. Poslije tog turnira Vuković je, kako je bila praksa onog vremena, u stručnim šahovskim krugovima jednostavno smatran međunarodnim majstorom, što će mu FIDE, koja onda nije postojala, potvrditi jednog dalekog dana 1951. godine. Među rijetkim turnirima na kojima je nastupao sljedećih godina isticao je nastupe u Gjoru 1924. i Debreczinu 1925., kao i one na olimpijadi u Londonu 1927. u sastavu Kraljevine SHS te na tzv. "neslužbenoj olimpijadi" u Münchenu 1936.

## Urednik i pisac
Godine 1925. u Zagrebu pokreće časopis Jugoslavenski šahovski glasnik, kojem je glavni urednik, uz prekide, do drugog svjetskog 
rata. Časopis je obnovljen 1953. pod imenom Šahovski glasnik; Vuković je bio glavni urednik 1953-1967. Časopis je postigao visoki ugled u svijetu i imao znatan broj pretplatnika na svim kontinentima.
Njegove tekstove pamtimo po izvrsnom hrvatskom jeziku kojim se služio, širini šahovskog obrazovanja i temeljitoj potrazi za istinom. Na tekstovima "Šahovskog glasnika" izrasle su brojne generacije šahista. Nije nimalo pretjerano ustvrditi da prava šahovska eksplozija koja se u cijeloj Jugoslaviji dogodila u prvim godinama poraća bez njih ne bi bila moguća.
Još je značajniji kao pisac i teoretičar. U svojim se knjigama bavi poviješću šaha, s posebnim naglaskom na razvoju ideja o strategiji igre, 
te modernom šahovskom strategijom, osobito strategijom i taktikom napada na kralja. 
Prvu knjigu Razvoj šahovskih ideja objavio je 1928. godine. Druge značajne knjige: Od Steinitza do Botvinika, Uvod u šah, Škola kombiniranja, Umijeće šahovskog napada, Šahovska žrtva i dr. Sve knjige objavljene su u izdanju zagrebačke "Šahovske naklade", obično u više izdanja. Šahovska žrtva je napisana na njemačkom i prvi put objavljena u Berlinu 1964. g. Mnoge knjige prevođene su i objavljivane na raznim svjetskim jezicima. No djelo "The Art of Attack in Chess", izdano u Oxfordu 1963., postiglo je svjetski uspjeh i smatra se klasičnim djelom šahovske literature na temu taktike.
Sudeći po bogatoj ostavštini, Vladimir Vuković najznačajnija je figura hrvatskog šaha u dugom razdoblju od pojave igre do sredine 20. stoljeća

## Vanjske poveznice
- (engl.) Profil i partije na Chessgames.com